# Munții Aninei
Munții Aninei, situați în vestul României, fac parte din grupul Munților Banatului.  Au înălțimi de 600-1200 m, sunt alcătuiți din calcare în care s-au format chei (Cheile Carașului) și numeroase peșteri, precum Peștera Comarnic.

## Localizare
Munții Aninei fac parte din marea unitate a Munților Banatului fiind situați în partea de vest a lor. În decursul timpului acești munți au avut denumiri diferite, o parte din ei fiind atașați Munților Semenic. În prezent această unitate muntoasă, în cadrul limitelor pe care le vom prezenta, este cunoscută sub numele de Munții Aninei, după orașul cu același nume care se află în centrul lor.
Munții Aninei, cu înălțimea cea mai mare în vârful Leordiș (1160 m), au o suprafață de 770 kmp. si o formă alungită pe direcția NNE-SSV. În cadrul lor, cea mai mare suprafața (600 kmp) o ocupă calcarele care se întind și în Munții Locvei, pană la Dunăre, fiind cea mai mare și mai compactă suprafață calcaroasă din România (807 kmp). Deși au o înălțime mică, ei cuprind numeroase obiective turistice care sunt din ce în ce mai căutate de către drumeți.

## Limite
În partea de nord,Munții Aninei sunt despărțiți de culmile piemontane prelungi și joase (300–400 m.) de la bordura Semenicului și de Depresiunea Ezeriș de râul Bârzava. Limita de est este formată din două sectoare distincte: în primul sector Bârzava prin cursul superior și Poneasca, pană la confluența cu Minișul îi desparte de Munții Semenic care domină împrejurimile cu relieful sau înalt (vârful Piatra Goznei 1447 m.). În al doilea sector, limita urmează linia sinuoasă a contactului dintre calcare și rocile care nu carstifică, șisturi cristaline și granit, din care sunt alcătuite dealurile Bozoviciului. Pe seama calcarelor s-a format un abrupt puternic care domină dealurile amintite (cu 150–200 m.), începând din valea Minișului pană în valea Nerei. În partea de sud-vest, cheile adânci ale Nerei, cuprinse între confluența pâraielor Bresnic (la est) și Beu (la vest) cu Nera, formează limita dintre Munții Aninei și cei ai Locvei. Contactul cu Dealurile Oraviței și Depresiunea Lupac, respectiv limita de vest, este marcată de abruptul calcaros al Munților Aninei care le domină (cu 200–500 m.), de la Nera pană la nord de localitatea Gârliște, ce se desfasoară în lungul unei mari dislocații tectonice marcată de roci eruptive. La nord de Gârliște limita vestică este pusă in evidența de ruptură de panta dintre munte și Depresiunea Lupacului, după care ea urmează vaile Lupacul Mic și Bârzăvița pană la confluența acesteia cu Bârzava.

## Relieful
Munții Aninei, cu înalțimea lor maximă în vârful Leordiș (1160 m.), au trăsături geomorfologice caracteristice, ca o consecință a alcătuirii lor geologice. Roca predominantă este calcarul dispus în sinclinale și anticlimale cu a direcție NNV-SSE, iar relieful, adaptat la structură, constă din culmi și văi paralele, înscrise pe direcția structurii geologice, și din întinse podișuri calcaroase "ciuruite" de doline. La nord-vest și nord, în Munții Aninei apar gresii și conglomerate care alcătuiesc dealul Bucitul (622 m.) și ramificațiile sale; în est culmea Certej-Pușcașu Mare, paralelă cu valea superioară a Bârzavei și valea Poneasca, este formată din șisturi cristaline și granit. La est de localitatea Doman se evidențiază culmea calcaroasă a Ponorului (808 m.) care se pierde spre sud în podișul carstificat al Iabalcei, de pe dreapta Carașului. Între văile Carașului și Minișului se desfasoară mai multe culmi lungi, calcaroase, paralele.
Cele mai importante, în succesiunea lor de la vest la est, sunt urmatoarele: culmea Tâlva Dobrei (635 m.) - Tâlva Simeon (899 m.) de pe partea stângă a Jitinului; culmea Moghila (681 m.) - Polom (821 m.); culmea Ciochita (768 m.) - Tâlva Zânei (939 m.) care se continuă spre sud de valea Minișului prin culmea Rol; culmea Socolovăț (783 m.), Straja (716 m.) - Colonovăț. Ultima, culmea Coniarat (754 m.) - Dealul Hotarului (836 m.) - Dealul Hunca Trei Movile (927 m), se bifurcă: în vest prin culmea Tâlva Predilcova (891 m.) - Iudina (704 m.), iar în est cu Dealul Zăbalul Mare (835 m.).
Între aceste culmi se află mai multe podișuri carstificate dintre care amintim: Râvniștea Mare, Colonovăț, Ceresnâia, Cârneala, Ponor și altele. La sud de valea Minișului culmile sunt mai puțin numeroase, dar aici se află cele mai mari înalțimi din Munții Aninei. Astfel, în vest se desfașoară culmea Cuniuma (1046 m.), iar în est culmile Grohanul Mare (1044 m.) - Leordiș (1160 m.) - Pleșiva (1144 m.) care se ramifică spre Nera. În afară de aceste două culmi principale aici se mai află nenumarate culmi secundare adaptate la structura geologică.
Din pricina eroziunii diferențiale exercitată pe roci cu duritați diferite cât și a tectonicii au luat naștere depresiuni locale la Prolaz (în Cheile Carașului), Carașova, Lisava, Ciudanovița, Aninei  și pe valea Minișului. Abrupturile stâncoase, pereții aproape verticali insoțiți la bază de o trenă de grohotișuri rezultate din dezagregările active sunt caracteristice pentru Munții Aninei.
Râurile au săpat în calcare chei spectaculoase printre care se remarcă Cheile Carașului (19 km.), Cheile Nerei (18 km.), Cheile Minișului (14 km.), Cheile Gârliștei (9 km.), Cheile Buhuiului (8 km.) și altele. Un rol foarte important în modelarea calcarelor l-a avut apa, care prin dizolvare a creat toată gama formelor carstice de suprafață și de adâncime.

## Rețeaua hidrografică
Râurile care străbat Munții Aninei aparțin bazinelor Bârzavei, Carașului și Nerei.
Bârzava izvorăște din Munții Semenic și curge spre nord pană în aval de lacul Breazova, unde face un cot brusc spre vest pastrându-și această direcție pană în aval de Reșița de unde se îndreaptă spre nord-vest. Ea curge printr-o vale adâncă și împădurită săpată în șisturi cristaline. Afluenții ei mai importanți de pe stânga - Valiug, Crainic, Râul Alb, Secu, Valea Mare și Domanul - sunt scurți și străbat mai cu seamă rocile necalcaroase din nordul Munților Aninei.
Carașul izvorăște din Munții Aninei, având obârșia la izbucul cu același nume situat într-un petic calcaros. Curge mai întai pe roci necalcaroase, apoi în aval de cantonul silvic Jervani intra în calcare pe care le străbate până la Carașova, formând cheile impresionante cu același nume. Dintre afluenții lui mai importanți amintim Lișava, Jitinul, Gârliștea, Buhuiul și Lupacul. În afară de ultimul afluent, toți ceilalți străbat mari întinderi calcaroase, formând chei spectaculoase.
Nera curge în partea de sud a Munților Aninei prin cheile cu același nume și reprezintă limita spre Munții Locvei. Cel mai important afluent al ei este Minișul care primește pe stânga pârâul Poneasca. Ceilalți afluenți, mai puțin importanți, sunt: Valea Rea și Beul cu Chichiregul. Toți însă străbat numai calcare și formează chei sălbatice. Din pricina calcarelor rețeaua hidrografică a fost dezorganizată, multe ape pierzându-se în adâncime prin ponoare. În cursul lor subteran au dat naștere la numeroase peșteri, unele din ele constituind importante atracții turistice.

## Condiții climatice
Deși Munții Aninei nu au înălțimi prea mari, în cadrul lor se observă etajarea principalelor elemente climatice, ca o consecința a interdependenței condițiilor de circulație a maselor de aer cu cele ale reliefului în special. Astfel, temperatura medie anuală prezintă variații de la 8°C, în zonele cele mai înalte, pană la 10°C, în zonele mai coborâte. Iarna, în luna ianuarie, temperatura medie anuală este de -4°C în partea superioară a munților, ajungând pană la -2°C în zonele mai joase. Vara temperatura crește la 16-20°C. Anual numărul de zile senine este de 90-100, cu o frecvență mai mare în luna august (12-14 zile), dar mult mai reduse iarna (in ianuarie numai 5-6 zile).
Cantitatea medie anuală de precipitații este de 1000–1200 mm. În iunie, luna cea mai ploioasă, cad 100–120 mm, iar în ianuarie numai jumătate din această cantitate (50–60 mm). Numărul de zile ploioase este, în medie, de 140, iar al celor cu ninsoare 20-30. Stratul de zăpadă durează aproximativ 80 de zile anual. În zonele înalte, circulația vântului se face în sens meridian, cea mai mare frecvența având-o vântul dinspre sud (peste 22%). În condiții speciale se declanșează un vânt local, Cosava, care atinge viteze mari (uneori 50 m/s) doborând copaci și dezvelind case.

## Vegetația și fauna
Vegetația din Munții Aninei se etajează în funcție de altitudine și climă. Anumite condiții locale au permis existența unor originalități în vegetație. Zona muntoasă este ocupată în general de vegetația domeniului forestier. Astfel, în culmea Certej - Puscașul Mare, la est și vest de  Munții Aninei , se întâlnesc păduri de amestec - fag, molid si brad. Pădurile de fag ocupă suprafețe întinse pe culmea Certej -Puscașul Mare, la nord de Aninei  și în bazinul superior al Minișului. În unele cazuri ele apar în amestec cu pădurile de gorun sau brad. Secundar mai apare carpenul, paltinul, ulmul, frasinul si altele. Pădurile de gorun apar sub formă de petice la sud de Reșița, la est de Ciudanovița și la sud de Caraș. În cadrul pădurilor pajiștile și terenurile agricole ocupă suprafețe mici. Ele predomină în podișul calcaros al Iabalcei, la sud-est de dealul Bucitul, la est de Carașova și în podișul calcaros Râvniștea. În afară de acestea, pajiști secundare și terenuri agricole mai apar în numeroasele poieni, ca de exemplu: Poiana Valiug, Poiana Betii, Poiana Cerbului, Poiana Florii, Poiana Radoschii, Poiana Cuces si altele.
În pădurile de fag din zona Beușniței se adăpostesc cele mai numeroase populații relictare de alun turcesc (Corylus colurna) din România. În pereții cheilor și pe abrupturile calcaroase se află pădurici de tip carstic, iliri-meridional, în care predomină liliacul sălbatic (Syringa vulgaris), scumpia (Cotinus coggiria), mojdreanul (Fraxinus ornus) și altele. În afară de aceasta, în rezervații se află numeroase plante rare, unele de origine sudică.
Întinsele păduri din Munții Aninei adăpostesc numeroase specii de animale sălbatice cum sunt: lupi, mistreți, vulpi, căprioare, iepuri, veverițe, salamandre si altele. Abrupturile calcaroase golașe adăpostesc vipere cu corn, iar în ape se află păstrăvi. În peșteri întâlnim specii de animale mici nepericuloase pentru om, precum și urme de fosile ale animalelor care au trăit demult, cum ar fi ursul de peșteră, hiena de peșteră și altele.

## Turismul în Munții Aninei
În ultimul timp Munții Aninei încep să-și capete faima binemeritată în ceea ce privește practicarea turismului, fapt favorizat printre altele și de a anumită echipare turistică. Pe lîngă aceasta, drumuri forestiere carosabile favorizează apropierea de obiectivele turistice, unele constituind chiar trasee turistice. Potecile marcate, altele în curs de marcare, dau posibilitatea practicării conjugate a turismului auto cu drumeția.
Întrucât de la elaborarea ghidului de față până în prezent pionierii au marcat și alte poteci, iar noi drumuri forestiere au fost date în folosință, regretăm că ele nu au putut fi consemnate în text și figura pe hartă în timp util. Menționăm însă că nu în toate cazurile traseele, recent marcate, urmează pe cele descrise în lucrarea de față, remarcându-se mici diferențe.
Dintre marcajele efectuate recent amintim: între Anina și Lacul Mărghitaș este marcat cu triuinghi albastru din drumul forestier până la Grota Buhui, apoi cu bandă roșie, în aval, prin Cheile Buhuiului până la Lacul Mărghitaș; Lăpușnicu Mare-cabana Cerbu a fost marcat cu bandă roșie;  Lăpușnicu Mare - Podul Călugăra a fost marcat cu bandă galbenă. De asemenea, semnalăm construirea drumului forestier între Podul Beu și cantonul silvic Valea Beului.